# 社会変動論
社会変動論（しゃかいへんどうろん）は、社会構造の変動に関する社会学理論の総称である。

## 社会変動とは
社会学において、社会変動（social change）とは社会構造の変動、すなわち構造変動を意味する。とりわけ、社会組織や社会制度といったマクロレベルでの構造変動に焦点が当てられる。また、社会変化とも言う。

## 学説
社会変動をどのように理解するか、その営みには、歴史観や社会観が密接に関わってくる。したがって、社会学で議論が重ねられてきた社会変動論は、社会が変動するにつれてそれ自体も変動してきた。

### 古典
19世紀初頭には、産業革命による産業社会の実現をめざして、サン・シモンとオーギュスト・コントが観念の段階論を唱えた。すなわち、神学→形而上学→実証主義、および、それに対応する軍事的段階→法律的段階→産業的段階という三段階論がそれである。封建体制から産業体制への移行を仲立ちするのが、形而上学という啓蒙主義的観念に導かれた市民革命の体制だとされ、当時の産業革命の推進力がこの論の背景にある。また、スペンサーの社会進化論では、軍事的社会（低次：強制的協働）から産業的社会（高次：自発的協働）へという図式がとられた。

### 経済発展と社会変動
19世紀半ばには、当時の社会問題を背景に、カール・マルクスの史的唯物論が時代をリードする変動論として提起された。そこでは、生産力の発展が社会構造に対応しなくなるとき，社会構造は変動せざるをえないとし、資本主義から共産主義への段階的移行の必然性が主張された。つまり社会発展が構造変動をひきおこすという考え方である。

### 社会関係と社会変動
また、同時代の社会学者の間では、エミール・デュルケームが、人々との生活が等質的であるがゆえに結合しているような小環節よりなる社会（機械的連帯）から、人びとの生活が異質的であるがゆえに相互補完的に結合する分業社会（有機的連帯）へと変動すると主張した。デュルケムは、その間の変動が人口増大の圧力によっておこるとみた。また マックス・ウェーバーは、世界史の合理化という視点から社会変動論を唱えた。

### 脱工業化、情報化
以上の諸学説は、成熟した産業社会に至る産業化および近代化に関心をもつものであった。1960年代半ば以降、ダニエル・ベルらによって、工業社会から脱工業社会への変動という視点が提示されるようになる。同様に、「ポスト・モダニティ」、「ポスト・フォーディズム」、「晩期資本主義」などの概念が作られ、そこでは情報化社会を構成する情報、ネットワーク、メディアが社会変動を説明する主要なキーワードとなっている。
今日では、「全体社会」に対する「文化」の相対的自律性が重視されるなかで、「社会文化的」というタームが多系的変動に焦点を当てる際に用いられるようになっている（多系進化の項を参照）。